# Agni-V
O Agni-V é um míssil balístico intercontinental (ICBM) de três estágios originário da Índia, tendo sido desenvolvido pela DRDO (em inglês: Defence Research and Development Organization; em português: Organização de Pesquisa e Desenvolvimento de Defesa).

## Desenvolvimento
A DRDO iniciou desenvolvimento do Agni-V em 2008. Aproveitando as tecnologias do parente Agni-III, os funcionários da empresa inicialmente referiam o míssil como Agni-III+ (plus) antes de este receber a sua atual designação em 2010.
O primeiro teste realizou-se em 19 de abril de 2012, com partida na faixa de teste integrada em Orissa e destino ao Índico. Com sucesso, percorreu mais de 5000 km e atingiu uma altitude máxima de 600 km. Os oficiais da DRDO afirmaram que a ogiva (falsa) aterrou a poucos metros de distância do alvo.
No mesmo mês, a DRDO construiu uma instalação superficial para testar o Agni-V a partir de um sistema de ejeção envolvendo um silo e ainda requisitou à indústria a construção de um veículo com o sistema de ejeção integrado. A Índia testou o míssil, pela segunda vez, em 15 de setembro de 2013, com este percorrendo 5000 km a partir de Orissa e em direção ao oceano Índico, tal como no primeiro teste no ano passado.
Em meados de 2014, foi realizado o último teste a partir de um silo de ejeção superficial e este foi transferido para um veículo transportador eretor (TEL) para testar o míssil em 31 de janeiro de 2015. Esta versão do Agni-V, já pronta para produção, foi testada novamente em 26 de dezembro de 2016 e com sucesso.
Em 2018, a DRDO e o Comando das Forças Estratégicas da Índia conduziram testes conjuntos do Agni-V a partir do sistema de ejeção, com lançamentos bem-sucedidos em 18 de janeiro, 3 de junho e 10 de dezembro.
Em 2019, as Forças Armadas da Índia encomendaram um lote inicial deste míssil.